# Gita Gutawa
Aluna Sagita Gutawa, née le 11 août 1993 à Jakarta (Indonésie), connue sous le nom de Gita Gutawa, est une soprano, actrice et parolière indonésienne.

## Discographie
- 2007 : Gita Gutawa
- 2009 : Harmoni Cinta (Love's Harmony)
- 2010 : Balada Shalawat (Ballads for Salah)
- 2014 : The Next Chapter

## Filmographie
- 2008 : Sing to the Dawn : Dana (voix)
- 2010 : Love in Perth : Lola[1]